# Chien Français Blanc et Orange
 Chien Français Blanc et Orange là một giống chó thuộc loại scenthound, có nguồn gốc ở nước Pháp. Giống chó săn hiếm này được nuôi chủ yếu để săn bắn và là hậu duệ của loại chó săn Saintonge.

## Ngoại hình
Chien Français Blanc et Orange là giống chó săn lớn điển hình của Pháp, với thân hình gầy và cơ bắp, chân dài, đầu hơi cong, và tai dài gập. Đôi mắt to, nâu và tối. Giống chó này có chiều cao là 62–70 cm ở các vai, giống chó này có kích thước hơi nhỏ so với Chien Français Blanc et Noir.
Màu sắc bộ lông của Chien Français Blanc et Orang là màu trắng với màu da cam, không hề có màu đỏ. Da của con chó có cùng màu với lông, màu da cam dưới lông màu cam và màu trắng dưới lông trắng. Sự sai lệch về thể chất và hành vi khiến cho giống chó này không nên được lai tạo với các giống khác.

## Lịch sử
Chien Français Blanc et Orange có thể được lai tạo từ chó Billy, đây là một giống rất hiếm chỉ có ở Chính quốc Pháp
Chien Français Blanc et Orange là giống chó săn theo đàn, nên không thể săn một mình và cần sự chỉ đạo của con người.

## Tập tính
Tiêu chuẩn của FCi không mô tả tính khí của giống chó này. Nói chung Chien Français Blanc et Orange là giống chó săn đa năng, giống này được nuôi chủ yếu để săn hươu. Chúng cũng là một người bạn đồng hành tuyệt vời, nhưng đòi hỏi cần nhiều bài tập thể chất và người nuôi cần có nhiều kinh nghiệm. Chúng cũng có thể được nuôi như chó giữ nhà vì bản năng canh gác tự nhiên của nó.
Giống chó này có khứu giác phát triển rất tốt, chúng rất tích cực, thân thiện, dũng cảm, vâng lời và dễ dàng quản lí

## Liên kết khác
- Search The Open Directory Project (DMOZ) links for clubs and information about the Français blanc et orange Lưu trữ ngày 18 tháng 3 năm 2009 tại Wayback Machine